# 视觉化 (visulation)
视觉化又称可视化模拟、可视化仿真，是指其中对于特定系统的可视化与计算机模拟同时进行的一种混合过程。许多的用于GPGPU程序之中都包括有视觉化过程；通常，视觉化采用的都是交互式可视化技术。

## 词源
visualization + simulation = visulation

### 发音
〔vizjuːleiʃn〕